# Gospodična (Janez Trdina)
Gospodična je delo slovenskega pisatelja in zgodovinarja Janeza Trdine. Je ena izmed devetnajstih bajk, ki so skupaj zbrane v knjigi Bajke in povesti o Gorjancih. 

## Vsebina
Zgodba govori o grajski gospe, ki si je izredno želela otroka, vendar je bog kljub njeni molitvi ni uslišal. Gospa se je postarala in čutila, da bo zbolela. Zdravili so jo najboljši zdravniki, vendar je niso mogli pozdraviti. Nekega dne je k hiši prišel berač, ki je dal gospe v zahvalo gorjanski koren, ker ga je lepo sprejela in nahranila. Rekel ji je, da ta koren da zdravim ljudem  moč, da ga noben junak ne more premagati, bolnike ozdravi, če ne za vedno pa vsaj za sedem let. Gospa koren poje ter se odpravi na Gorjance. Ko pride do prvega studenca, zajame vodo, le-ta pa počrni. Gospa izlije strupeno vodo ter gre dalje do drugega studenca. Pri tem voda zakrvavi, zato koraka naprej. Pri tretjem pa se voda zasveti, zato začne gospa vodo piti, ter se z vsakim požirkom počuti mlajša in zdrava. Umije se s to vodo, ki jo pomladi in ji vlije moč. Lahkotno se odpravi proti domu, kjer je mož skoraj ne prepozna. Njen mož od samega veselja priredi gostijo in nanjo povabi vse kmete iz okoliša.

## Opis glavnega lika
Glavni lik Trdinove bajke je grajska gospa, doma iz mehovskega gradu. Gospa je močno predana Bogu, svoje vere vanj ne izgubi kljub neuslišanim molitvam, da bi imela otroka. Kljub bolezni, ki jo močno opeša, ohrani svojo dobrosrčnost. Prav tako ohranja upanje, da bo ozdravela, in je prepričana, da bo ozdravela, če se bo sprehodila po Gorjancih. Svojo dobrosrčnost, darežljivost kaže s svojim ravnanjem do berača, ki prosi za pomoč. Ko zaradi zeli čudežno ozdravi, kljub zdravju in ponovni lepoti ohrani svojo milino in nesebičnost, saj ni nikoli želela drugega kot imeti otroka.